# Palmeirina
Palmeirina är en kommun i Brasilien.   Den ligger i delstaten Pernambuco, i den östra delen av landet, 1 500 km nordost om huvudstaden Brasília. Antalet invånare är 8 188.
Omgivningarna runt Palmeirina är en mosaik av jordbruksmark och naturlig växtlighet. Runt Palmeirina är det ganska glesbefolkat, med 21 invånare per kvadratkilometer.